# Giuseppe Lucini
Giuseppe Lucini (Reggio Emilia, Itàlia, cap a 1770-?, 1845), escenògraf italià actiu a Barcelona a principis del segle xix.
Es va formar amb el mestre Francesco Fontanesi, qui li transmet la formació barroca, encara que després Lucini es decantés pel neoclassicisme. Amic, de Cesare Carnevali, va anar amb ell a Barcelona el 1800, amb motiu d'esdevenir escenògraf en el nou teatre principal que s'estava construint a la ciutat. Va fer un inventari del material escenogràfic, restaurant decorats antics i creant-ne de nous i fent el teló de boca del teatre. Es va quedar a viure la resta de la seva vida a Catalunya, arribant a esdevenir professor de l'Escola de la Llotja, i director d'escenografia amb Bonaventura Planella.
També hi ha una col·laboració seva a Mataró, al retaule de la parròquia realitzat el 1804.
Al fons del Mnac es conserven un parell de dibuixos seus, Interior d'un temple Romà(MNAC/GDG/1430/D) i Ciutat emmurallada (MNAC/GDG/1431/D), provinents de la col·lecció de Raimon Casellas.